# Vlag van Gavere
De vlag van Gavere werd door de gemeenteraad op 18 september 1992 officieel vastgesteld als de gemeentelijke vlag van de Oost-Vlaamse gemeente Gavere. Op 16 februari 1993 werd hij door het Bestuur van Vlaanderen bevestigd en uiteindelijk gepubliceerd op 21 juni 1994 in het officiële Belgisch Staatsblad.
Officieel wordt de vlag beschreven als:
Rood met drie witte leeuwen.
De vlag is volledig gebaseerd op het gemeentewapen en ziet er dus helemaal hetzelfde uit. De leeuwen zijn ontleend uit de Vlaamse vlag.

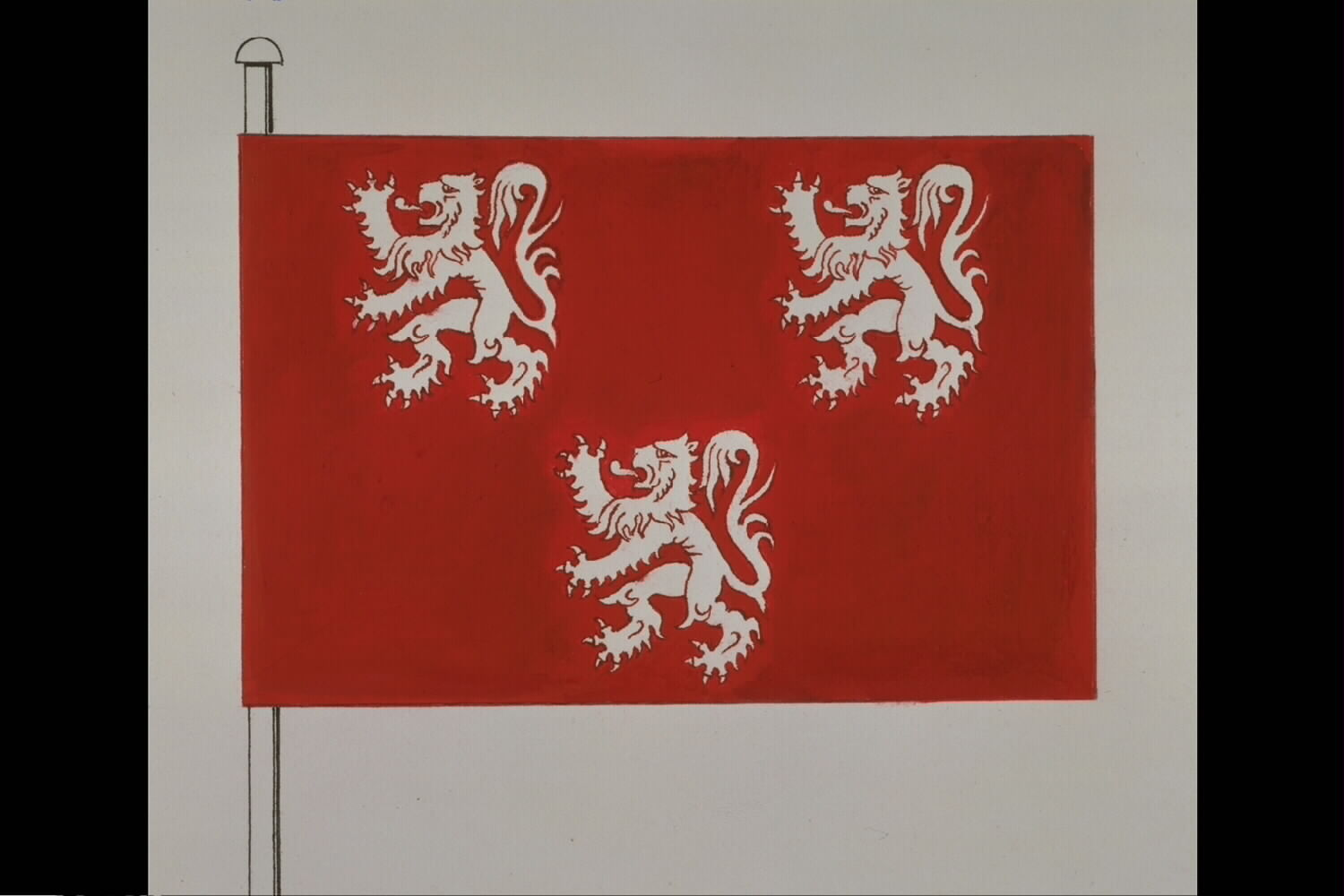
Officiële tekening van de vlag
Vlag van Vlaanderen